# (224) Oceana
(224) Oceana és un asteroide que es troba al cinturó d'asteroides descobert el 30 de març de 1882 per Johann Palisa des de l'Observatori de Viena, Àustria.
Rep aquest nom per l'oceà Pacífic.